# Рождественский, Олег Константинович
Оле́г Константи́нович Рожде́ственский (30 августа 1934, Улан-Удэ— 4 июля 2024 в Москве) — ректор Даугавпилсского педагогического института (ДПИ), ныне Даугавпилсский университет в течение 15 лет (1977—1992). Студент ДПИ (1952—1957), с 1969 года преподаватель ДПИ, с 1973 избран проректором, с 1977 ректор по 1992 год, это самый большой срок пребывания в должности среди всех ректоров университета. Занимался плаванием, неоднократный чемпион Латвии, в 1956 году участвовал в I Спартакиаде народов СССР в Москве. 30 августа 2009 года отметил 75-летие со дня рождения.